# Alsótaróc
Alsótaróc (szlovákul: Nižný Tvarožec, ukránul Nyizsnyij Tvarozsec) község Szlovákiában, az Eperjesi kerület Bártfai járásában.

## Fekvése
Bártfától 13 km-re északnyugatra, a lengyel határ közelében fekszik.

## Története
1355-ben említik először „Twrous” néven, ekkor már malma és temploma is volt. 1414-ben „Thurospathaka” formában írják a nevét. 1427-ben 12 portája volt. 1492-ben „Alsothwarocz”, 1618-ban „Tuaroscza” neveken említik. 1787-ben a falunak 66 háza és 410 lakosa volt.
A 18. század végén Vályi András így ír róla: „TVAROSCZA. Alsó, Felső Tvaroscza. Két tót falu Sáros Várm. földes Urok Gr. Áspermont Uraság, lakosaik többfélék, fekszenek egymáshoz közel, savanyú vizek is van, földgyeik soványak, piatzok Bártfán van.”
1828-ban 68 házát 502-en lakták, akik mezőgazdasággal, szarvasmarha tenyésztéssel, erdei munkákkal és szőrmékkel foglalkoztak.
Fényes Elek 1851-ben kiadott geográfiai szótárában így ír a faluról: „Alsó- és Felső-Tvarosztsza, 2 orosz falu, Sáros vmegyében, Gáboltóhoz keletre egy órányira: 35 kath., 740 gör. kath., 10 zsidó lak. Alsó-Tvarosztszán gör. kath. plébánia van. Határok hegyes, erdős; savanyuviz mind a két határban találtatik. F. u. gr. Erdődy. Ut. p. Bártfa.”
A 19. század közepén sokan kivándoroltak a településről. A század végén a falu az Erdődy család birtokában állt. A trianoni diktátum előtt Sáros vármegye Bártfai járásához tartozott.

## Népessége
| Év:            | 1994. | 2004.   | 2014.    | 2024.   |
| -------------- | ----- | ------- | -------- | ------- |
| Emberek száma: | 460   | 460     | 526      | 570     |
| Eltérés:       |       | +1,42 % | +14,34 % | +8,36 % |

| Év:            | 2023. | 2024.   |
| -------------- | ----- | ------- |
| Emberek száma: | 569   | 570     |
| Eltérés:       |       | +0,17 % |

1910-ben 523, túlnyomórészt ruszin anyanyelvű lakosa volt.
2001-ben 454 lakosából 274 szlovák, 115 cigány, 45 ruszin volt.
2011-ben 496 lakosából 228 szlovák, 187 cigány és 59 ruszin volt.